# Mark Little
Mark Daniel Little (Worcester, 20 agosto 1988) è un ex calciatore inglese, di origini giamaicane, di ruolo difensore.

## Carriera

### Club
Cresciuto nel settore giovanile del Wolverhampton, disputa una stagione con la prima squadra dei Wolves, prima di venire ceduto in prestito a Northampton Town e Chesterfield. Passato al Peterborough United, resta per quattro stagioni e mezzo con i Blues, collezionando 185 presenze totali e diventando una bandiera della squadra. Nel 2014 si trasferisce al Bristol City, con cui conquista la promozione in Championship e la vittoria del Football League Trophy. Nel 2017, rimasto svincolato, firma un biennale con il Bolton.

### Nazionale
Ha giocato nella nazionale inglese Under-19.

## Statistiche

### Presenze e reti nei club
Statistiche aggiornate al 30 marzo 2018.
| Stagione                | Squadra                 | Campionato              | Campionato | Campionato | Coppe nazionali | Coppe nazionali | Coppe nazionali | Coppe continentali | Coppe continentali | Coppe continentali | Altre coppe | Altre coppe | Altre coppe | Totale | Totale | Totale |
| Stagione                | Squadra                 | Comp                    | Pres       | Reti       | Comp            | Pres            | Reti            | Comp               | Pres               | Reti               | Comp        | Pres        | Reti        | Pres   | Reti   |        |
| ----------------------- | ----------------------- | ----------------------- | ---------- | ---------- | --------------- | --------------- | --------------- | ------------------ | ------------------ | ------------------ | ----------- | ----------- | ----------- | ------ | ------ | ------ |
| 2006-2007               | Wolverhampton           | FLC                     | 26+1       | 0          | FACup+CdL       | 3+1             | 0               | -                  | -                  | -                  | -           | -           | -           | 31     | 0      |        |
| 2007-gen. 2008          | Wolverhampton           | FLC                     | 1          | 0          | FACup+CdL       | 0+0             | 0               | -                  | -                  | -                  | -           | -           | -           | 1      | 0      |        |
| Totale Wolverhampton    | Totale Wolverhampton    | Totale Wolverhampton    | 27+1       | 0          |                 | 4               | 0               |                    | -                  | -                  |             | -           | -           | 32     | 0      |        |
| gen.-apr. 2008          | Northampton Town        | FL1                     | 17         | 0          | FACup+CdL       | -               | -               | -                  | -                  | -                  | FLT         | -           | -           | 17     | 0      |        |
| ago.-ott. 2008          | Northampton Town        | FL1                     | 9          | 0          | FACup+CdL       | 0+2             | 0               | -                  | -                  | -                  | FLT         | 1           | 0           | 12     | 0      |        |
| Totale Northampton Town | Totale Northampton Town | Totale Northampton Town | 26         | 0          |                 | 2               | 0               |                    | -                  | -                  |             | 1           | 0           | 29     | 0      |        |
| 2009-mar. 2010          | Chesterfield            | FL2                     | 12         | 0          | FACup+CdL       | 1+0             | 0               | -                  | -                  | -                  | FLT         | 1           | 0           | 14     | 0      |        |
| mar.-giu. 2010          | Peterborough Utd        | FLC                     | 9          | 0          | FACup+CdL       | -               | -               | -                  | -                  | -                  | -           | -           | -           | 9      | 0      |        |
| 2010-2011               | Peterborough Utd        | FL1                     | 35+3       | 0          | FACup+CdL       | 4+1             | 0               | -                  | -                  | -                  | FLT         | 1           | 1           | 44     | 1      |        |
| 2011-2012               | Peterborough Utd        | FLC                     | 35         | 1          | FACup+CdL       | 1+2             | 0               | -                  | -                  | -                  | -           | -           | -           | 38     | 1      |        |
| 2012-2013               | Peterborough Utd        | FLC                     | 40         | 1          | FACup+CdL       | 1+2             | 0               | -                  | -                  | -                  | -           | -           | -           | 43     | 1      |        |
| 2013-2014               | Peterborough Utd        | FL1                     | 38+2       | 1          | FACup+CdL       | 4+2             | 0               | -                  | -                  | -                  | FLT         | 5           | 0           | 51     | 1      |        |
| Totale Peterborough Utd | Totale Peterborough Utd | Totale Peterborough Utd | 157+5      | 3          |                 | 17              | 0               |                    | -                  | -                  |             | 6           | 1           | 185    | 4      |        |
| 2014-2015               | Bristol City            | FL1                     | 37         | 1          | FACup+CdL       | 3+0             | 0               | -                  | -                  | -                  | FLT         | 3           | 1           | 43     | 2      |        |
| 2015-2016               | Bristol City            | FLC                     | 23         | 0          | FACup+CdL       | 2+0             | 0               | -                  | -                  | -                  | -           | -           | -           | 25     | 0      |        |
| 2016-2017               | Bristol City            | FLC                     | 28         | 0          | FACup+CdL       | 2+4             | 0               | -                  | -                  | -                  | -           | -           | -           | 34     | 0      |        |
| Totale Bristol City     | Totale Bristol City     | Totale Bristol City     | 88         | 1          |                 | 11              | 0               |                    | -                  | -                  |             | 3           | 1           | 102    | 2      |        |
| 2017-2018               | Bolton                  | FLC                     | 25         | 1          | FACup+CdL       | 1+2             | 0               | -                  | -                  | -                  | -           | -           | -           | 28     | 1      |        |
| Totale carriera         | Totale carriera         | Totale carriera         | 335+6      | 5          |                 | 38              | 0               |                    | -                  | -                  |             | 11          | 2           | 390    | 7      |        |

## Palmarès

### Club

#### Competizioni nazionali
- Football League Trophy: 2

Peterborough Utd: 2013-2014
Bristol City: 2014-2015
- Football League One: 1

Bristol City: 2014-2015